# Vastestofchemie
De vastestofchemie is een onderdeel van de scheikunde en omvat de chemische synthese, analytische chemie en structuuranalyse en karakterisering van vaste stoffen. Het veld heeft raakvlakken met de vastestoffysica, de mineralogie, kristallografie, de studie van keramiek, de metallurgie, thermodynamica, materiaalkunde en elektronica. Vastestofchemie is een vrij uiteenlopend gebied van onderzoek, omdat vaste stoffen een vrij heterogene groep materialen zijn.  

## Deelgebieden
De studie van de volgende groepen stoffen vormen ieder een deelgebied van de vastestofchemie: 
- Oxidische materialen
- Halogeniden
- Chalcogeniden
- Pnictiden
- Organische vaste stoffen

De studie van oxidische materialen vormt het grootste deelgebied. De overige deelgebieden krijgen naar verhouding maar weinig aandacht. De aandacht voor de organische vaste stoffen wordt vooral gestimuleerd door hun mogelijke toepassingen in de industrie, bijvoorbeeld in de farmacie. De studie van polymeren wordt meestal niet tot de vastestofchemie gerekend, maar tot een eigen gebied, de polymeerchemie, hoewel er zeker overeenkomsten met dit vakgebied zijn. De meeste onderzochte vaste stoffen zijn polykristallijne poeders of brokstukken, maar er is een verschuiving in de aandacht in de richting van amorfe, glasachtige of vloeibaar kristallijne materialen te onderkennen in het vakgebied.

## Synthese
De synthetische methoden van de vastestofchemie zijn zo divers als de materialen zelf. Vaste stoffen worden meestal pas bij hoge of zeer hoge temperaturen reactief. 

### Bakken
De meest voorkomende methode wordt wel 'bakken' genoemd. Men verhit de uitgangsmaterialen in een oven. Dat kan in het geval van oxidische materialen soms aan de open lucht gebeuren. Het is zo bijvoorbeeld mogelijk koperoxiden te synthetiseren door het metaal in een oven op hoge temperatuur houden. Voor vele interessante materialen is het echter nodig de atmosfeer waarin dit gebeurt te controleren. Dit kan ofwel door een geschikt gas door de oven te leiden ofwel in een afgesloten ampul. Een veelgebruikte methode is om in een glazen buis een vernauwing, een hals aan te brengen en de uitgangsmaterialen, bijvoorbeeld elementair koper Cu en Seleen Se in de juiste verhouding in te brengen. De buis wordt dan vacuüm gezogen en de hals met een gasbrander afgesmolten. De afgesloten ampul wordt in een oven met een geschikte temperatuur gelegd en enige tijd, soms weken, op deze temperatuur gehouden. De buis wordt na afloop afgekoeld en opengebroken. De inhoud, in dit geval een koperselenide, wordt daarna geanalyseerd met de karakteriseringsmethoden die in de vastestofchemie worden gebruikt.
Op het 'bak'-thema zijn bijzonder veel variaties mogelijk:
- flux-methode
- gastransportmethode
- Bridgeman-methode
- Czochralski-proces
- hydrothermale methode

### Kristalvorming
Bij een deel van deze methoden is het doel niet slechts het synthetiseren van een nieuwe, liefst zuivere, verbinding maar het groeien van kristallen van deze verbinding. Indien namelijk een eenkristal voorhanden is, is de structuurbepaling van het materiaal een veel eenvoudiger zaak geworden.

## Karakterisatie

### Röntgendiffractie
Een veelgebruikte methode om vast te stellen welk materiaal er uit de synthese gekomen is, is de poederdiffractie met behulp van röntgenstraling. Poederdiffractiepatronen zijn een soort vingerafdruk van welke fasen er in het monster aanwezig zijn. Er is een groot bestand beschikbaar om de vingerafdruk mee te vergelijken.

### Thermische analyse
Een andere veelgebruikte methode is thermische analyse zoals de differentiële thermische analyse DTA of dynamische differentiecalorimetrie DSC. Deze technieken geven inzicht in de smeltpunten, overgangs- en ontledingstemperaturen van het materiaal en geven daarmee een belangrijke aanwijzing over de te gebruiken synthesetemperaturen.
De eerste poging een nieuwe verbinding te maken geeft zelden het gewenste resultaat. Men vindt vaak een mengsel van al bekende materialen met wellicht ook iets nieuws. Dat laatste heeft dan vaak niet de ingewogen elementaire samenstelling en zo begint er een zoektocht naar de juiste synthetische procedure. Deze zoektocht loopt vaak uit op het vaststellen van een deel van het fasediagram.

### Interpretatie van het poederdiffractiepatroon
Als de nieuwe stof eenmaal in zuivere vorm beschikbaar is, wordt er meestal geprobeerd het poederdiffractiepatroon verder te interpreteren. Dit diffractiepatroon is uiteraard nog niet in de literatuur voorhanden, aangezien het om een nieuwe stof gaat. Om het poederdiffractiepatroon te interpreteren wordt het eerst geïndiceerd, later door ofwel via het poeder, ofwel via een eenkristal, indien voorhanden, de structuur op te lossen.
Er worden afhankelijk van de aard van het materiaal vaak ook andere karakteriseringstechnieken ingezet, die sommigen eerder het terrein van de vastestoffysica zullen vinden, zoals meting van de elektrische eigenschappen, weerstand als functie van temperatuur, Hall-effect, XPS-metingen en optische karakterisatie.